# Sant'Anna Dionísio
José Augusto Santana Dionísio (Porto, 23 de Fevereiro de 1902 — Porto, 5 de Maio de 1991), mais conhecido por Sant’Anna Dionísio, foi um professor, Filósofo, escritor e pensador que se destacou pela sua obra científica e jornalística e pela intervenção activa em organismos culturais. Foi um grande estudioso e divulgador da obra filosófica de Leonardo Coimbra.

## Biografia
Licenciou-se em Filologia Germânica pela Universidade do Porto em 1924, formando-se em Filosofia dois anos mais tarde. Republicano, iniciou cedo a intervenção política. Autor de estudos sobre Amorim Viana, Antero de Quental, Leonardo Coimbra (de quem foi aluno), Raul Brandão e Raul Proença, dedicou-se à atividade literária e à docência no ensino secundário, sobretudo no Liceu Normal de Pedro Nunes. Em 1962 candidatou-se a professor secção de Ciências Pedagógicas da Faculdade de Letras da Universidade do Porto, mas as respectivas provas não foram bem sucedidas.
Foi o continuador do Guia de Portugal (fundado por Raul Proença) e em 1980 um dos fundadores da revista Nova Renascença. Também colaborou na revista de cinema Movimento   (1934-1935), na revista Prisma  (1936-1941) e ainda na revista 57 (1957-1962). 

## Principais obras
Entre outras obras, escreveu:
- Scepticismos (1929)
- Apontamentos - Cultura e Política (1931)
- Leonardo Coimbra (1936) https://bndigital.bnportugal.gov.pt/indexer/index/livro/aut/PT/29110.html (Biblioteca Nacional Portuguesa)
- Atlânticas (1940)
- As Ideias de Espaço e Tempo (1950)
- O Poeta, Essa Ave Metafísica (sobre Teixeira de Pascoaes) (1954)
- A Evolução da Física Atómica (1957)
- Rio de Heraclito (1958)
- Diálogos do Jardim (1960)
- Teólogo Laico - Amorim Viana (1961)
- Pedagogia Culminante dos Gregos (tese de doutoramento) (1962)
- O Universo de Raul Brandão (1967)
- Da Urbe e do Burgo (1971) (crónica)
- Alto Douro Ignoto (1973)

Adicionalmente, 
- foi o continuador do Guia de Portugal (fundado por Raul Proença)
- foi um dos fundadores da revista Nova Renascença.
- colaborou em:
  - revista de cinema Movimento (1934 - 1935)
  - Revista Prisma (1936 - 1941)
  - Revista revista57 (1957 - 1962)
  - Museu Biblioteca de Vila Viçosa (1947)